# Буклер, Юлиус
Юлиус Буклер (нем. Julius Buckler; 28 марта 1893 — 23 мая 1960) — германский лётчик-истребитель, один из лучших асов Первой мировой войны с 36-ю сбитыми самолётами противника, кавалер ордена «Pour le Mérite».

## Биография
Родился в Майнце 28 марта 1893 года. В возрасте 15 лет подрабатывал в бригаде квалифицированных кровельщиков у авиационного инженера-конструктора Фоккера. В 1913 году оставил работу и с началом войны записался в 117-й пехотный полк лейб-гвардии Великой герцогини Алисы Гессен. После тяжёлого ранения на фронте признан негодным к строевой службе. Написав заявление о переводе в авиацию, начал летать в Jagdstaffel 17.
12 ноября 1917 года был награждён Золотым крестом «За военные заслуги», затем произведен в лейтенанты. 30 ноября 1917 года он был ранен в четвёртый раз. После своего выздоровления вернулся в Jasta 17, где летал на двух самолетах, названных им «Лилли» и «Мопс». Свой счёт победам довел до шести. В мае 1918 года ещё раз был тяжело ранен. Провел два месяца в госпитале. 20 сентября вернулся в строй и был назначен на должность командира Jasta 17. Всего до конца войны одержал 36 побед.
Во время Второй мировой войны был командиром авиационной базы в Штраусберге. В 1956 году Юлиус Буклер принял участие в первом после окончания Второй мировой войны Германском авиационном празднике. 22 июня был дан старт первого этапа перелёта по маршруту Хангелар — Брауншвайг. В перелёте принимали участие известные летчица Элли Байнхорн и лётчики Альберт Фальденбаум, Йоханнес Штейнхофф и Юлиус Буклер.
Юлиус Буклер умер 23 мая 1960 года. Похоронен на Bad Godesberg — центральном кладбище Бонна.

## Память
Награды, регалии и ордена Юлиуса Буклера хранятся в гарнизонном музее Майнца.

## Награды
- Знак военного лётчика (Пруссия)
- Железный крест (1914) 1-й и 2-й степени
- Почётный кубок для победителя в воздушном бою (24 декабря 1916)
- Железный воинский знак (Гессен)
- Золотой крест «За воинские заслуги»[нем.] (Пруссия) (12 ноября 1917)
- Рыцарский крест ордена Дома Гогенцоллернов с мечами
- Pour le Mérite (4 декабря 1917)
- Нагрудный знак «За ранение» (1918) в золоте[1]
- Почётный крест Первой мировой войны 1914/1918